# Еджинкорт (линеен кораб, 1913)
Еджинкорт (на английски: HMS Agincourt) е британски линеен кораб (дреднаут). Заложен като „Рио де Жанейро“ за Бразилия, на стапела е преотстъпен на Османската империя и е преименуван в „Султан Осман I“, с началото на Първата световна война е реквизиран от Великобритания и влиза в състава на нейния флот.

## История на създаването
Построяването на дредноута „Рио де Жанейро“ е одобрено от правителството на Бразилия през август 1910 г., като отговор на увеличаването на ВМС на Аржентина, отношенията с която се помрачават от взаимни териториални претенции. Първоначално е планирано кораба да има водоизместимост 32 хиляди тона и въоръжение от 14 12-дюймови оръдия. Обаче дефицита на средства и, последвалото на 10 ноември същата година въстание на военните моряци от линкора „Минас Жерайс“ води до отказване от първоначалния проект. Заедно с това, пожеланията на морското ведомство на Бразилия, по отношение количеството на оръдията не се изменят.
Османската империя е заинтересувана от усилването на своя флот в отговор на плановете на Руската империя по усилването на Черноморския ѝ флот. На 20 януари 1914 г. дредноута преминава в собственост на Турция и получава названието „Султан Осман I“. Той е спуснат на вода и даже в Англия пристига неговият турски екипаж, обаче, на 3 август 1914 г., във връзка с началото на Първата световна война той е реквизиран от Британското Адмиралтейство и влиза в състава на КВМФВ като ЕВК „Еджинкорт“. Адмиралтейството крайно нетактично кръщава дредноута в чест на битката при Аженкур, в която англичаните разбиват своя настоящ съюзник – Франция. Реквизирането на HMS Agincourt и HMS Erin предизвиква недоволство в общественото мнение на Турция и служи за една от причините за присъединяването на Турция към съюза на Германската империя и Австро-Унгария.

## Конструкция
Конструкцията на линкора има редица особености, кардинално различаващи го от съвременните му британски дредноути. Той е доста дълъг за своята водоизместимост и има отслабен корпус. Огъня на артилерията на линкора е труден за управляване, а при стрелба с пълен бордови залп корпуса на кораба изпитва сериозни претоварвания. В същото време, той се отличава с добра мореходност и ходови качества.

## История на службата
Дредноута участва в Ютландското сражение. В боя изстрелва 144 двенадесетдюймови и 111 шестдюймови снаряда, има попадания в Kaiser, Markgraf и, възможно, в Wiesbaden.
През 1921 г. линкора е планиран за преоборудване в снабдителен съд. За това от него трябва да бъдат снети всички кули, освен двете предни, да бъдат оборудвани складове за продоволствие, снаряжение и горивни цистерни. Обаче се отказват от тази идея и кораба е продаден за скрап.
Дредноута има забавния прякор „Дворецът на Джина“, което произлиза от разделянето на неговото име (на английски: A Gin Court) и явно намеква на сложната корабна архитектура със седемте кули на главния калибър. Кораба има репутацията на най-комфортния кораб в Кралския флот.

## Оценка на проекта
Като цяло, „Еджинкорт“ трудно може да се разглежда като удачен проект, от гледна точка стандартите на КВМФ на Великобритания. Прекалено дългият корпус, явно претоварен с въоръжение и слабата му защита не могат да компенсират големия брой оръдия на главния калибър. Във водите на Южна Америка кораба, безусловно би представлявал доста грозна сила. В същото време проекта на този дредноут ще остане в аналите на световното корабостроене като кораба с най-голям брой кули на главния калибър (моряците ги назовават по дните на седмицата, а официалното им обозначение е по букви – от A до G).